# Coelorinchus gaesorhynchus
Coelorinchus gaesorhynchus es una especie de pez de la familia Macrouridae en el orden de los Gadiformes.

## Morfología
• Los machos pueden llegar alcanzar los 25 cm de longitud total.

## Hábitat
Es un pez de aguas profundas que vive hasta 290 m de profundidad.

## Distribución geográfica
Se encuentra en Australia.